# Communauté rurale de Djibidione
La communauté rurale de Djibidione est une communauté rurale du Sénégal située en Casamance, dans le sud du pays. Elle fait partie de l'arrondissement de Sindian, du département de Bignona et de la région de Ziguinchor.
La communauté rurale s'étend au nord du département de Bignona. La communauté rurale de Djinaky la borde à l'ouest et celle d'Oulampane à l'est.

## Villages
Les 59 villages officiels de la communauté rurale sont :
- Badioncoto Comboli
- Baïpeulh-Frontière
- Baïpeung
- Bakinghaye
- Balignane
- Balla Bassène
- Balla Djipalone
- Balla Djiring
- Balla Ougounor
- Bassène
- Batinding Boudiakene
- Batinding Diémé
- Boulayotte
- Boulélaye
- Boulinghoye
- Bouliwaye
- Brindiago
- Broundène
- Diaboudior Frontière
- Diaboudior Tangal
- Diacoye Comboli
- Diocadou
- Djibiame
- Djibidione
- Djifanga
- Djigoudière
- Djiguirone
- Djikesse Kampoundone
- Djilanfary
- Djinéa Djiaguibé
- Djinéa Djilecounda
- Djiondji
- Djiral
- Djireme
- Djiter
- Elol
- Elol Madiedame
- Grand Kanao
- Kaboungoutte
- Kadialouck
- Kaégha
- Kaléou
- Karanaye
- Karounor Djiragone
- Karounor Narang
- Katinoro Kaeghor
- Kona
- Kourègue
- Massara
- Néma-Djinaré
- Niaïré
- Niallé
- Ougonor
- Oupeuth
- Petit-Balandine
- Sitoukène
- Siwol
- Tambacounda
- Toukara